# Suzhou (Anhui)
Pour les articles homonymes, voir Suzhou (homonymie).
Suzhou (宿州 ; pinyin : Sùzhōu) est une ville du nord de la province de l'Anhui en Chine.

## Climat
Les températures moyennes pour la ville de Suzhou vont de +0,1 °C pour le mois le plus froid à +27,6 °C pour le mois le plus chaud, avec une moyenne annuelle de +14,7 °C (chiffres arrêtés en 1990), et la pluviométrie y est de 794,6 mm (chiffres arrêtés en 1988).

## Subdivisions administratives
La ville-préfecture de Suzhou exerce sa juridiction sur cinq subdivisions - un district et quatre xian :
- le district de Yongqiao - 埇桥区 Yǒngqiáo Qū ;
- le xian de Dangshan - 砀山县 Dàngshān Xiàn ;
- le xian de Xiao - 萧县 Xiāo Xiàn ;
- le xian de Lingbi - 灵璧县 Língbì Xiàn ;
- le xian de Si - 泗县 Sì Xiàn.

| Les cinq subdivisions. Yongqiao Dangshan Xiao Lingbi Si |